# حكاية عذراء تايشو الخيالية
حكاية عذراء تايشو الخيالية هي سلسلة مانغا يابانية نشرت في مجلة جمب سكوير في الفترة من يوليو 2015 حتى سبتمبر 2017 وتم جمعها في 5 تانكوبون.عرض مسلسل أنمي من إنتاج سينيرجي إس بي في أكتوبر حتى ديسمبر 2021.